# Пхукет (метро)
Пхукет — проектируемая линия метро на одноимённом острове в Таиланде.

## История
Проектирование наземного легкого метро начато в конце 2014 года. Цель разгрузить дороги острова, помощь туристам в комфортном перемещении.
При запуске метро изменения ожидаются в движении через Пхукет-Таун.
Минтранс одобрил проект метро, цена проекта 23,5 миллиардов бат, завершение планировалось в 2021 году
В 2023 году MRTA все еще прилагал усилия для завершения проектирования совместно с Министерством транспорта. Были проведены дополнительные слушания, предварительно предполагалась реализация проекта в виде одной линии LRT с бюджетом 33 миллиарда бат. Предполагалось, что проект будет утвержден к апрелю 2023 года. Ожидалось, что предложения от компаний будут приниматься с мая 2023 года по апрель 2024 года. Выбор исполнителя руководство страны должно было осуществить в период с мая 2024 года по июнь 2025. Старт строительства был запланирован на июль 2025 года. Система должна быть готова к ноябрю 2027 года. Однако, из-за смены руководства в Министерстве транспорта, по состоянию на вторую половину 2023 года, проект заморожен.

## Описание
Будет одна линия пересекающая весь остров, от аэропорта на севере острова до пляжа Раваи на юго-востоке острова. Пересечения с дорожными развязками будут снабжены шлагбаумами, поселения от линии отделят шумовые экраны.
При каждой станции планируются бесплатные парковки, торговые центры, остановки общественного транспорта.

## Строительство
Старт был запланирован в 2017 году, окончание в 2021 году. К началу 2024 года  строительство не начиналось.

## Предполагаемая схема метро
|  |  |

|  |  |

|  |  |

|  |  |

|  |  |

|  |  |

|  |  |

|  |  |

|  |  |

|  |  |

|  |  |

|  |  |

|  |  |

|  |  |

|  |  |

|  |  |

|  |  |

|  |  |

|  |  |

## Пассажиропоток
Ожидается, что метро будет перевозить в день 68 тыс.человек.